# أوليفييه رولان
أوليفييه رولان (بالفرنسية: Olivier Rolin)‏ (7 مايو 1947، بولون-بيانكور في فرنسا)؛ صحفي، كاتب وروائي فرنسي.

## الجوائز
- جائزة فيمينا الأدبية